# Mohammed Benlarbi al-Alami
 (juillet 2012).
Si vous disposez d'ouvrages ou d'articles de référence ou si vous connaissez des sites web de qualité traitant du thème abordé ici, merci de compléter l'article en donnant les références utiles à sa vérifiabilité et en les liant à la section « Notes et références ».
Pour les articles homonymes, voir Alami.
Mohammed Benlarbi al-Alami, né le 22 août 1914 à Fès et mort le 23 janvier 1990, est un résistant nationaliste marocain, devenu ambassadeur du Maroc après l'Indépendance. Il est l'un des signataires du Manifeste de l'indépendance.

## Parcours universitaire
Il a suivi ses études primaires à l'école Salam (Lalla Taja actuellement), fondée par le militant Mohamed Mekouar et que dirigeait Mohamed El Yamani Naciri.
En 1933, il intègre l'université Al Quaraouiyine, puis au Caire, où il obtient un diplôme de l'université al-Azhar en 1938. 
En 1940, il est lauréat de la faculté des sciences du Caire. 

## Parcours de résistant
Ses rapports avec le Mouvement national ont commencé avec le Mouvement du Dahir berbère en 1930 par l'intermédiaire du militant Fquih Mohamed al-Ghazi.
En 1930, il a été arrêté et éloigné à la ville de Khouribga à la suite des protestations contre la France qui avait promulgué le Dahir berbère.
En 1936, il a constitué avec Mehdi Bennouna le Comité de défense d'Al-Maghreb AI-Aqsa.
Il écrivait à l'époque dans les journaux algériens et les revues égyptiennes tels : Al-Jihad, Al-Balagh, Aj-Ahram. Il a publié dans cette dernière, en 1938, un long article d'une page sur l'exil du leader de la libération Allal El Fassi au Gabon. Dans la même année, il a publié un dossier sur le Maroc à la revue Annadir, organe de l'Association des frères musulmans que dirigeait Cheikh Hassan El-Banna. Dans ce dossier figurait un document historique du martyr Abdeljalil Ben Driss sur les méthodes de répression aux exils et prisons de Goulmime.
En 1941, il a fondé l'école Prince Moulay Hassan à Casablanca.  C'était la première école nationale inaugurée par le prince héritier à l'époque, le futur roi Hassan II, le 16 octobre 1944. Son internat a été inauguré par le roi Mohammed V en 1946.
C'était l'un des signataires du Manifeste de l'indépendance. Après l'Indépendance, il a été nommé ambassadeur du Maroc en Tunisie, au Liban, en Iran puis en Arabie saoudite et au Yémen.